# Schachtdeckel

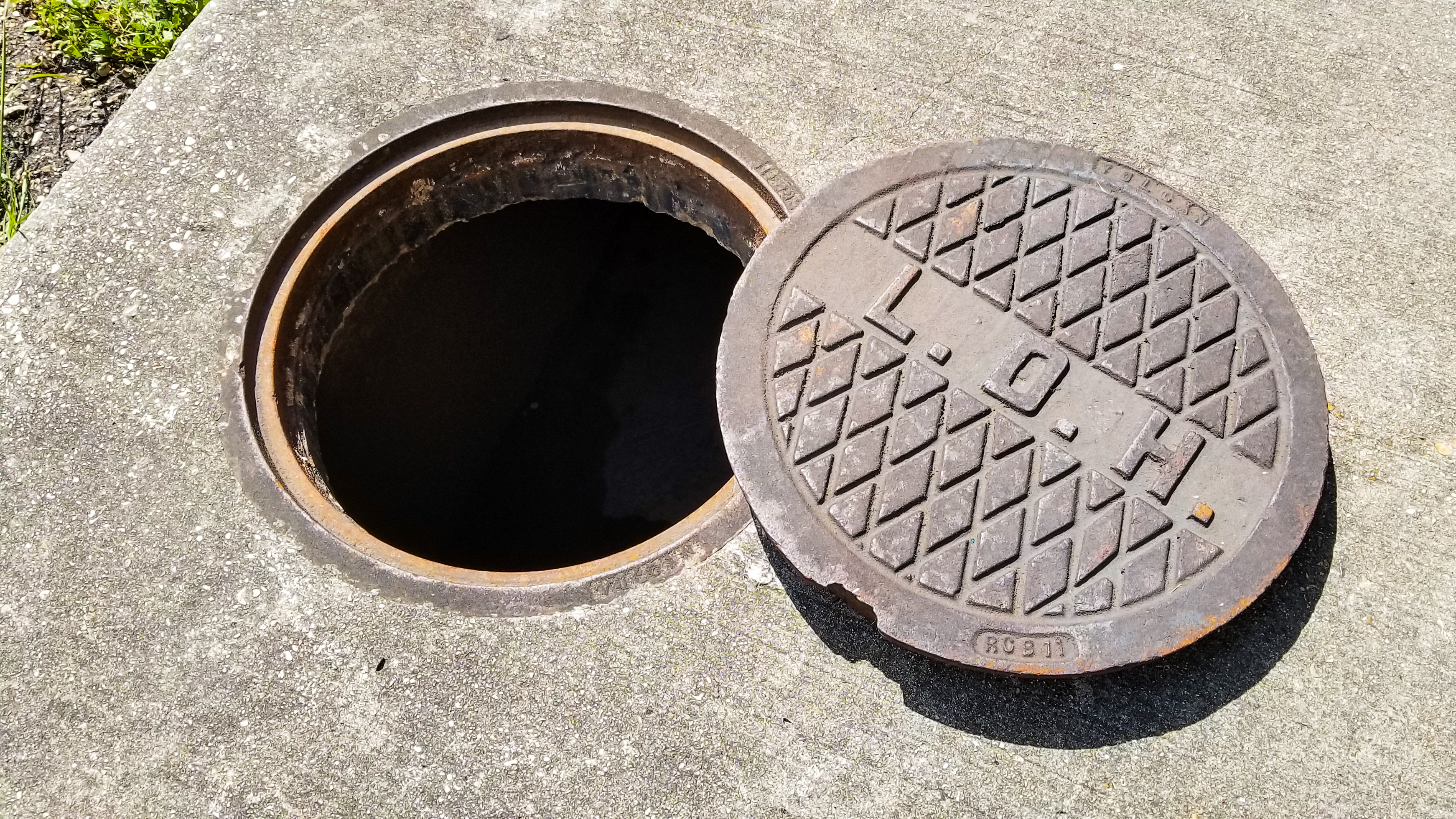
Kontrollschacht mit Schachtdeckel

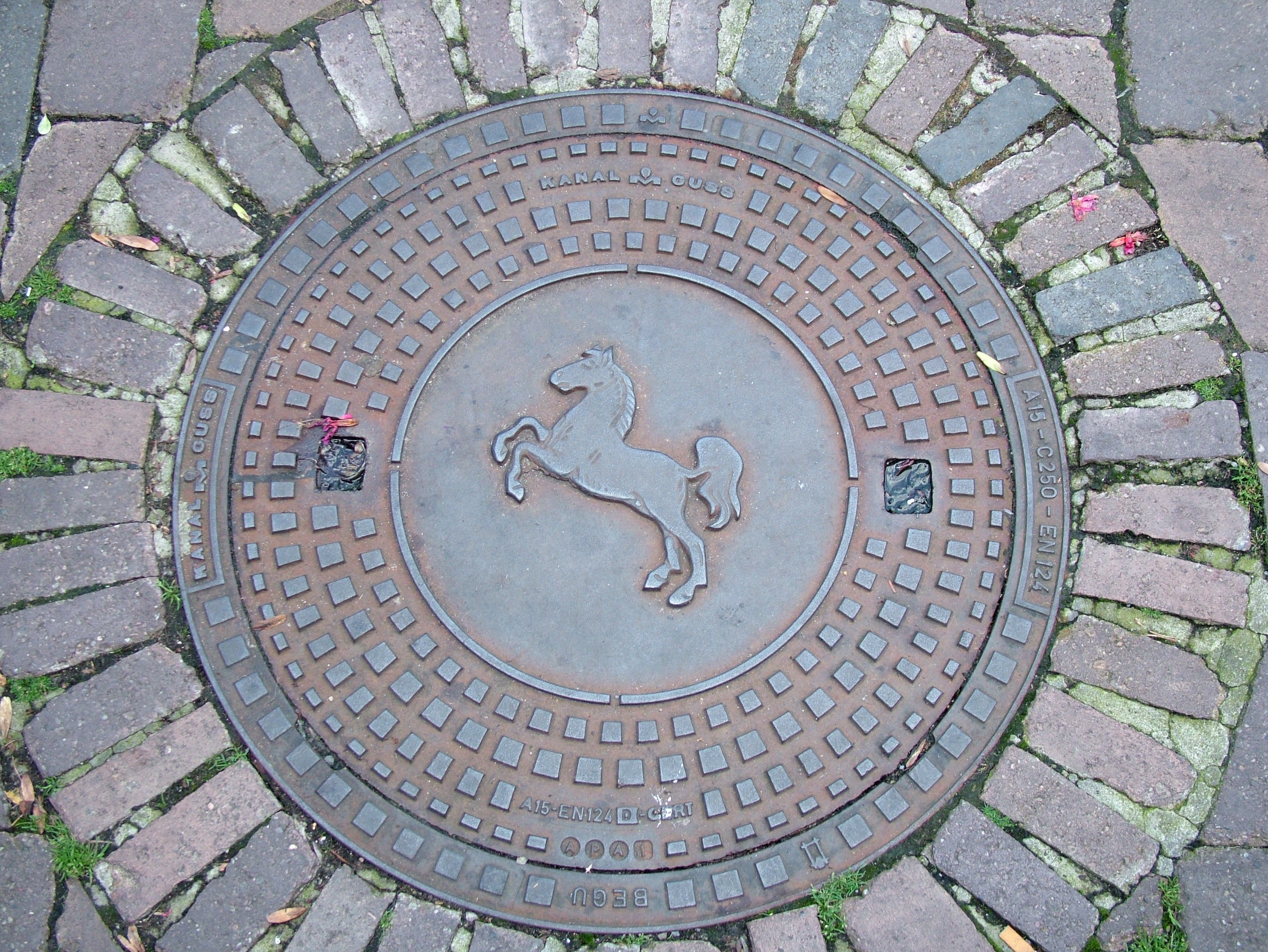
Heutiger Schachtdeckel in Steinhude/Niedersachsen mit Sachsenross

Schachtdeckel, auch Kanaldeckel (oder umgangssprachlich „Kanalgitter“, „Gullydeckel“, „Schleusendeckel“ sowie in der Schweiz und Schwaben „Dolendeckel“ von Ahd. dola = Rinne, Röhre) sind vorwiegend aus Gusseisen bestehende Schachtabdeckungen für Kontroll- und Wartungsschächte von unterirdischen Versorgungsleitungen und Abwasserkanälen.
Kleinere Abdeckungen für unterhalb der Straßenoberfläche eingebaute Armaturen heißen „Straßenkappe“, „Schieberkasten“, „Hydrantenkasten“, „Hydrantenkappe“ oder „Schieberkappe“.

## Allgemeines

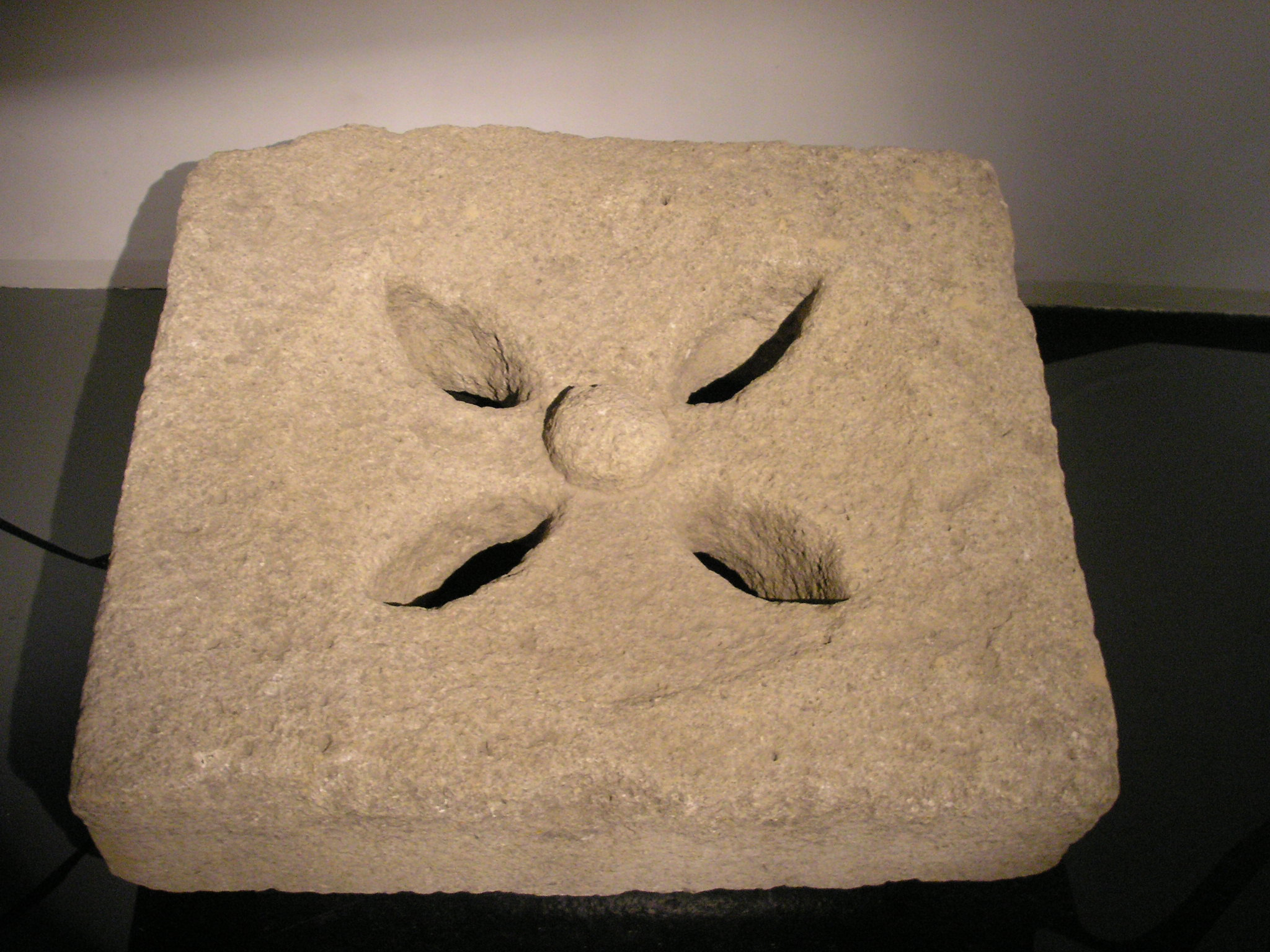
Steinerner römischer Kanaldeckel aus Vindobona (1. Jahrhundert n. Chr.)

Bereits die alten Römer entwickelten Kanalgitter, um Passanten zu schützen, und um Objekte aufzuhalten, die hineinfallen oder hineingeworfen werden könnten. Diese Deckel waren fast immer aus Stein gehauen.
Schachtdeckel können geöffnet werden und ermöglichen so einen Abstieg in den Kontrollschacht bzw. das Kanalsystem. Sie können rückstausicher, gas- und geruchsdicht und/oder wasserdicht ausgebildet sein. Daneben gibt es aber auch Deckel, welche Lüftungsöffnungen besitzen. Diese Öffnungen sind aber sehr klein, so dass größere Gegenstände den Kanal nicht verschmutzen können. Teilweise ist zu diesem Zweck direkt unter dem Deckel ein grobes Sieb, der sogenannte Schmutzfänger, angeordnet.
Die in der EU gültige Norm für Kanaldeckel ist die Europäische Norm EN 124 aus dem Jahr 1994. Abseits Europas findet sie auch weltweit auf freiwilliger Basis Verwendung. In Deutschland ist sie als DIN EN 124 veröffentlicht.

## Material

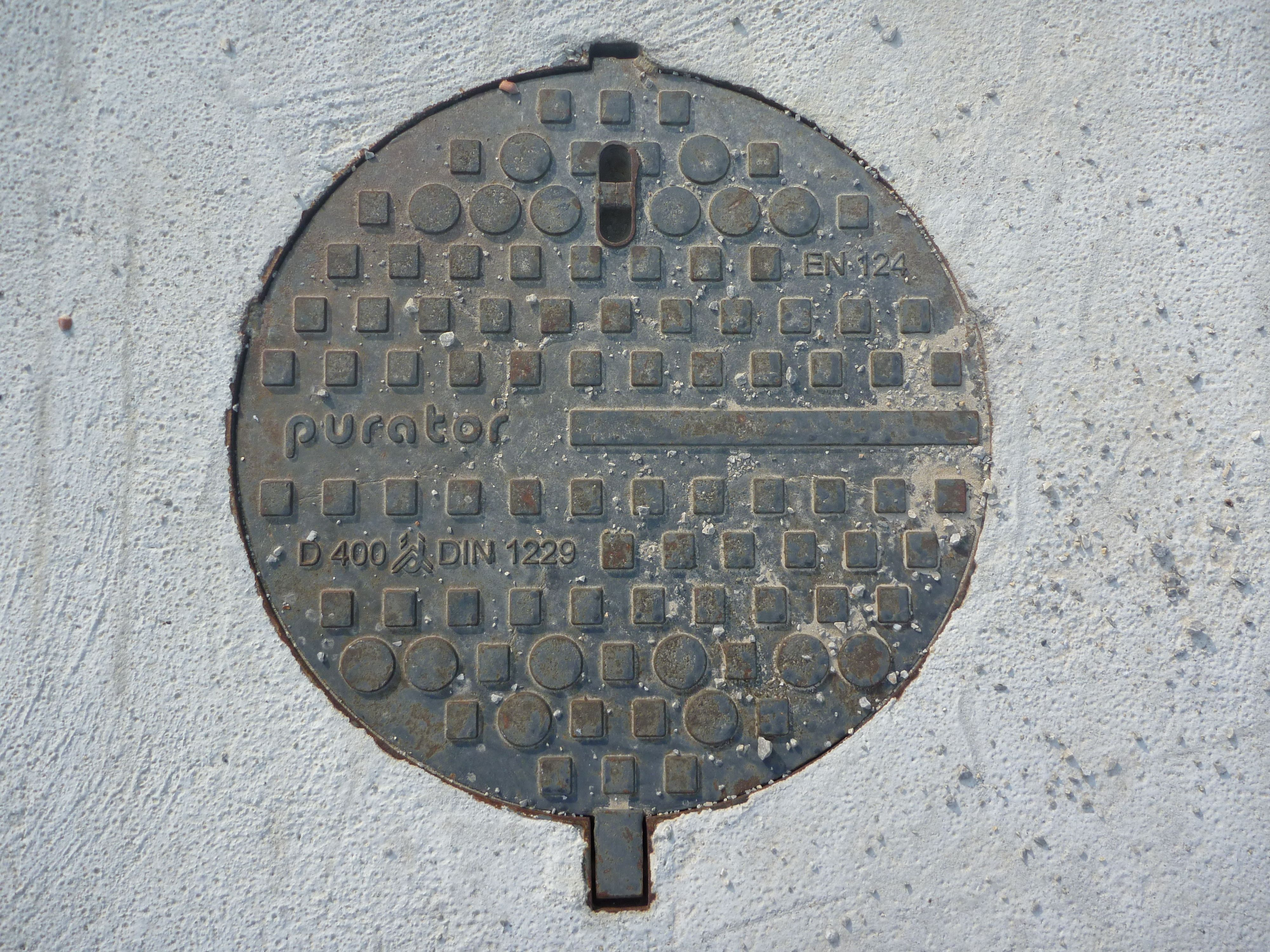
Sphärogussdeckel mit Scharnier

Kanaldeckel aus Gusseisen (Grauguss) sind häufig mit dem Stadtwappen verziert. In Deutschland wurden Kanaldeckel während und nach dem Zweiten Weltkrieg oft mit einem mit Beton gefüllten Kern versehen, um Metall zu sparen. Diese Bauart (Betonguss, die Abkürzung BeGu ist eine Marke der ACO Gruppe) wird auch heute noch aus Kostengründen eingesetzt. Die teurere Ganzmetallversion wird in Deutschland heute bei sog. „einwalzbaren Schachtabdeckungen“ (s. u.) oder oft an repräsentativen Orten verwendet, häufig wird der Deckel dafür mit einem Relief geschmückt, meist dem Wappen der betreffenden Stadt. Auch in Nachbarländern Deutschlands, wie Polen, Tschechien und Österreich werden mit Beton gefüllte Deckel eingesetzt.
In Frankreich wurden Kanaldeckel aus Sphäroguss eingeführt. Dies ermöglicht leichtere Konstruktionen mit Verschlussmechanismen und Gelenk und wird auch in anderen Ländern übernommen.
Besondere trogartige Schachtabdeckungen werden meist aus feuerverzinktem Stahl oder Edelstahl gefertigt und erlauben die Herstellung der Oberfläche vor Ort. Sie bestehen aus einem Rahmen mit Boden, der beliebig gefüllt werden kann und auch auspflasterbar ist.
Bestimmte Bauarten sind innerhalb des Rahmens mit einer dämpfenden Neopreneinlage zur Geräuschdämmung beim Überfahren versehen.

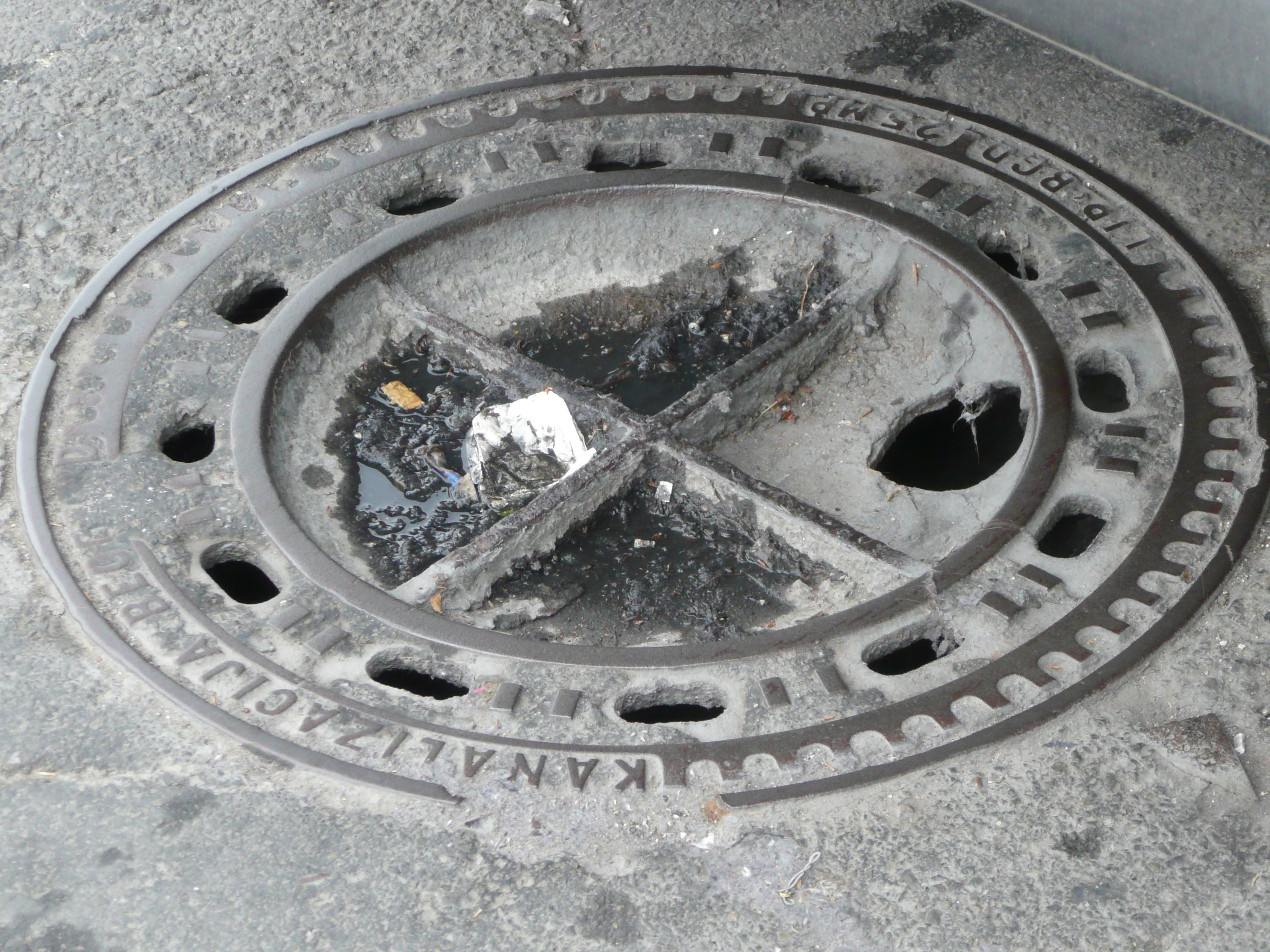
Schachtabdeckung mit herausgebrochenem Beton
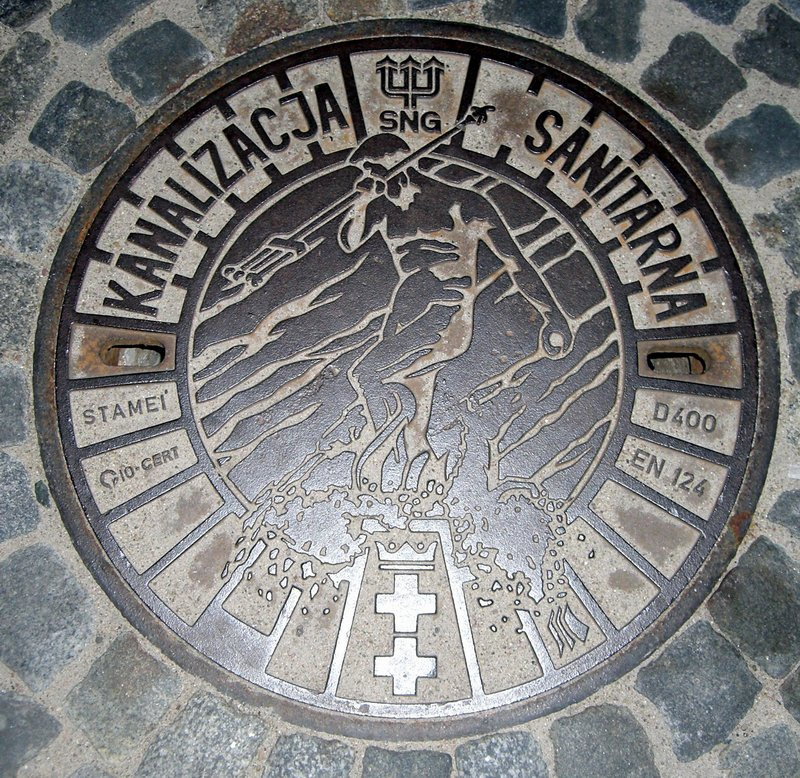
Schachtdeckel in Danzig (Gdańsk)
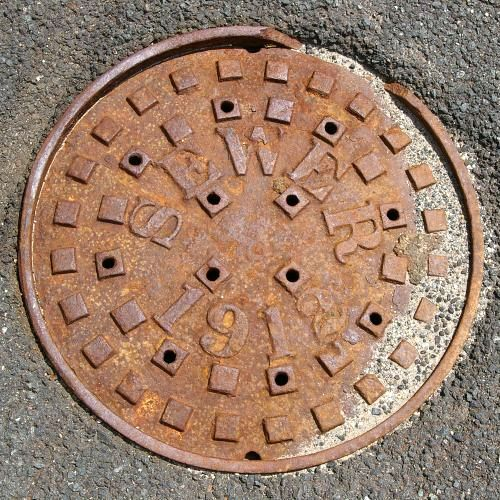
Schachtdeckel in den USA von 1912
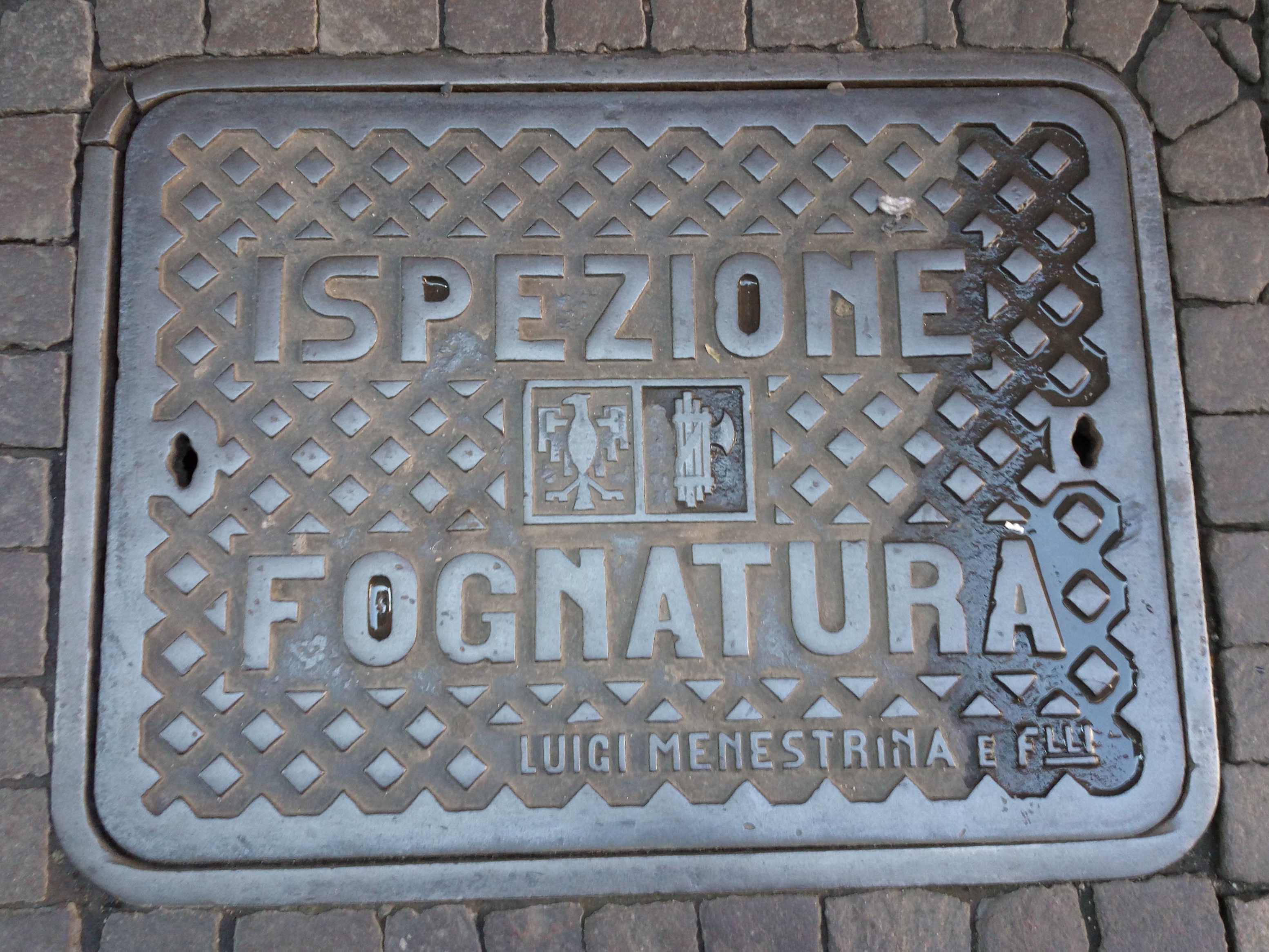
Kanaldeckel in Trient
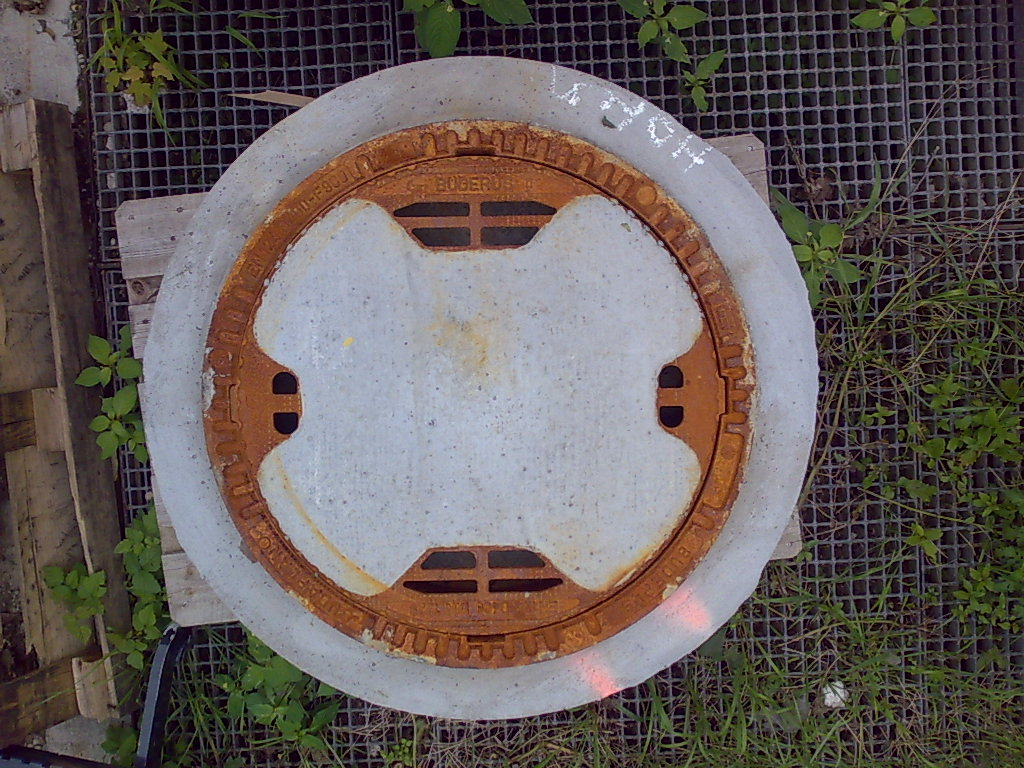
Kleeblattdeckel gemäß EN 124
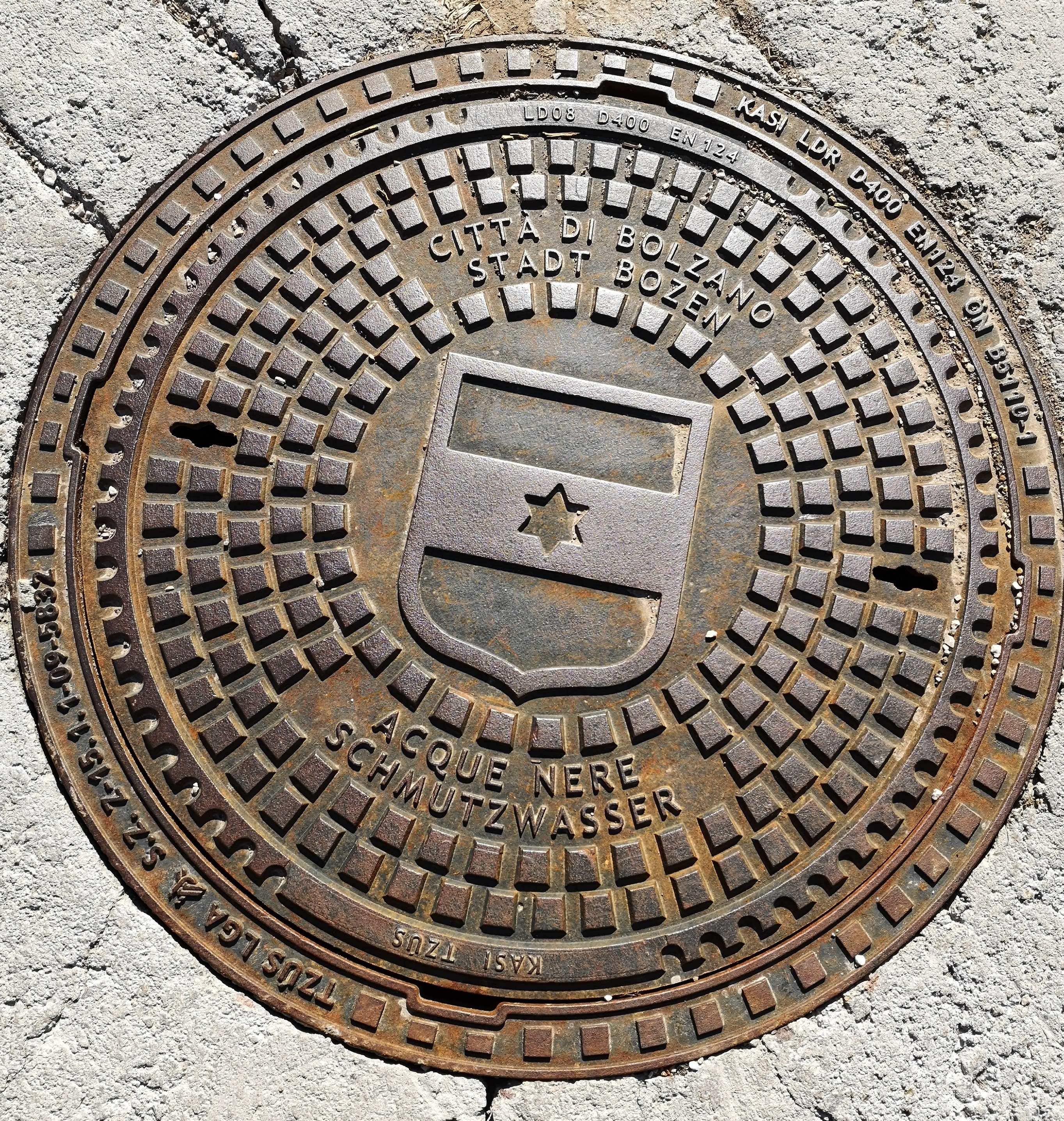
Schachtdeckel für Schmutzwasser in Bozen

## Gründe für runde Form

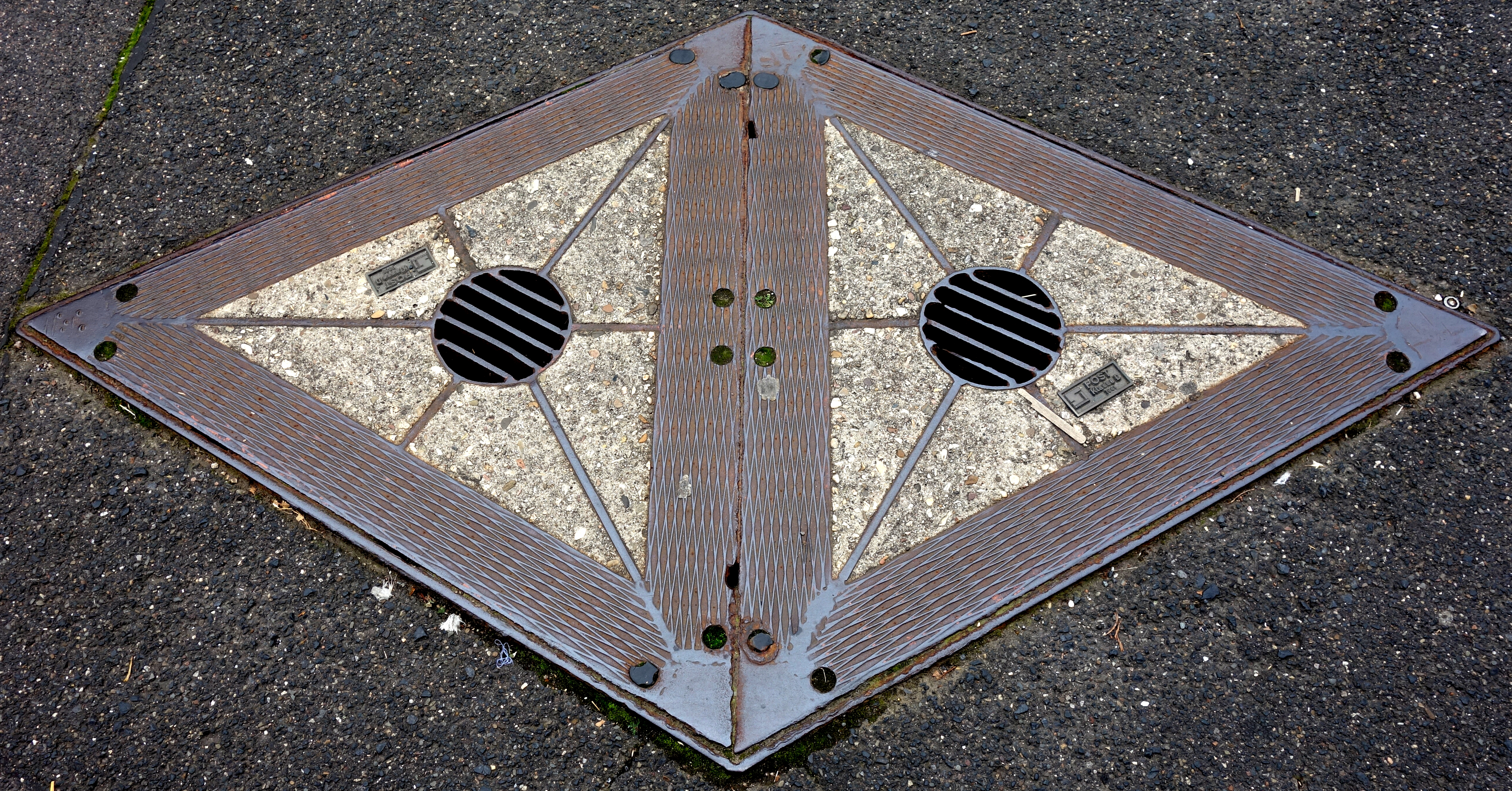
Eher selten: zwei zu einer Raute positionierte gleichseitig-dreieckige Schachtdeckel in Bergisch Gladbach.

Die Rätselfrage, weshalb Schachtdeckel meist rund gefertigt werden, wurde bekannt, da sie unter anderem in Einstellungsgesprächen der Firma Microsoft verwendet wurde. Die Frage lässt mehrere Antworten zu, von pragmatischen („Schachtdeckel sind rund, weil Schächte rund sind“) bis hin zu philosophischen:
- Ein runder Schachtdeckel kann nicht durch die kreisförmige Schachtöffnung fallen. Aber auch eine Kurve mit konstanter Breite – speziell ein sogenanntes Reuleaux-Dreieck – würde diesen Zweck erfüllen. Wenn ein quadratischer Deckel diagonal und gleichzeitig hochkant in die Öffnung geführt wird, ist ein Fallen in die Öffnung möglich, ebenso bei der Form eines gleichseitigen Dreiecks (siehe Abbildung), wenn auch hier das Hineinfallen gegenüber der quadratischen Form erschwert ist.
- Runde Schächte haben den Vorteil, dass der seitliche Erddruck leicht abgestützt werden kann.[2] Deshalb wird oft auch bei Bergwerksschächten (außer bei hölzernem Schachtausbau), Brunnen, Rohren der Kanalisation und Tunneln diese Form gewählt. Ist der Schacht breiter, führt oft ein Konus zum Deckel. (→Kontrollschacht) Wenig tiefe Telekommunikationsverteiler, in denen man auch mehr Platz braucht, haben dagegen öfter rechteckige Deckel.
- Tradition
- Von allen Schachtdeckeln gleichen Flächeninhalts hat der kreisförmige das größte Verhältnis von Flächeninhalt zu Umfang. Das bedeutet eine optimale Materialausnutzung und damit geringere Herstellungskosten (sofern der Rahmen ebenfalls rund ist), das geringste Gewicht und maximale Robustheit.
- Beim Überrollen des Randes einer offenen runden Schachtöffnung durch ein Automobil entstehen gegebenenfalls weniger Schäden, da der Reifen entlang der runden Kante allmählich – und damit weniger ruckartig – wieder herausgehoben wird.
- Runde Schachtdeckel kann man rollend transportieren.
- Runde Schachtdeckel müssen nicht ausgerichtet sein, damit sie in den Rahmen passen.
- Runde Schachtdeckel neigen weniger dazu, beim Überfahren klappernde Geräusche zu machen.

## Varianten
Es werden nach EN 124 die Belastungsklassen A (begehbar, 15 kN) bis F (Schwerlast, 900 kN) unterschieden. Im Straßenbereich werden im Allgemeinen Abdeckungen der Klasse D (bis 400 kN) mit Nenndurchmesser (lichte Weite der Öffnung) 610 oder 800 mm verwendet. Der Deckel hat dann mitsamt der Falzüberdeckung typischerweise einen Durchmesser von 65 bzw. 85 cm. Der sichtbare Gesamtdurchmesser einer eisernen Einfassung beträgt dann mindestens 67 bzw. 87 cm. Die DIN 19584 schreibt ein Mindestgesamtgewicht von Schachtdeckel und Rahmen von 176 kg für Schachtabdeckungen der Klasse D vor. Um eine stabile Lage des Deckels in seiner Fassung zu gewährleisten, muss ein Deckel, der einen Schacht mit 610 mm Durchmesser lose aufliegend abdeckt, laut DIN 1229 mindestens 87,7 kg wiegen.  Je nach Anwendungsfall enthalten Schachtabdeckungen Einlauf- oder Lüftungsöffnungen, sind tagwasserdicht oder werden verschraubt.
Üblicherweise liegt der Rahmen auf dem Schacht auf und wird anschließend in den Straßenbelag eingebettet. In Asphaltstraßen werden auch selbstnivellierende einwalzbare Schachtabdeckungen aus duktilem Guss eingebaut, die nicht direkt auf den Schachtteilen aufliegen, sondern mit der Fahrbahndecke eine Einheit bilden.
Erhältlich sind auch Diebstahlsicherungen sowie Lüftungsöffnungen mit nur 10 mm Durchmesser (Ratten- und Mäuseschutz). Auf Schmutzeimer unterhalb des Deckels kann dann verzichtet werden.

## Sonstiges

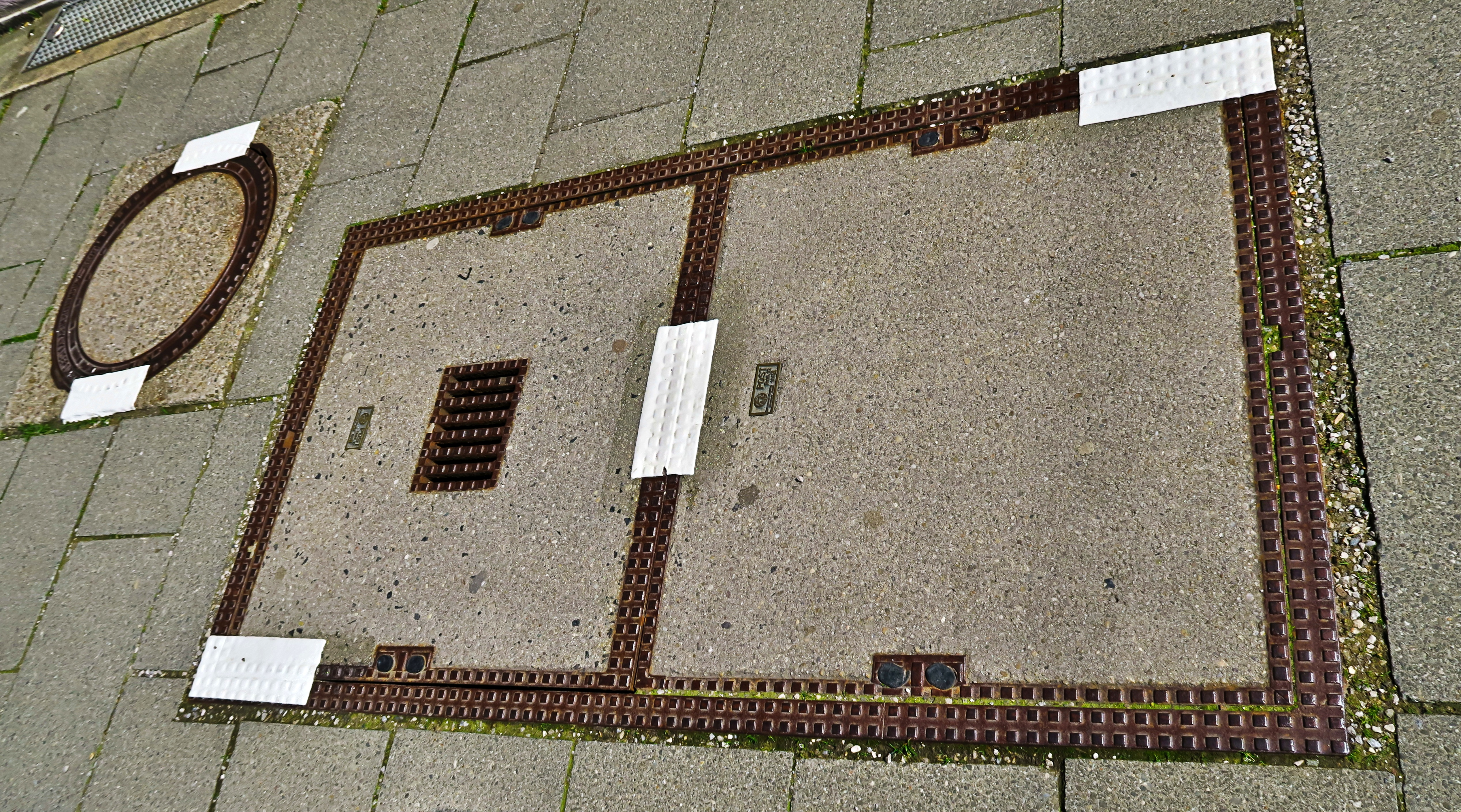
Versiegelte Kanaldeckel in Garmisch beim G7-Gipfel auf Schloss Elmau 2015

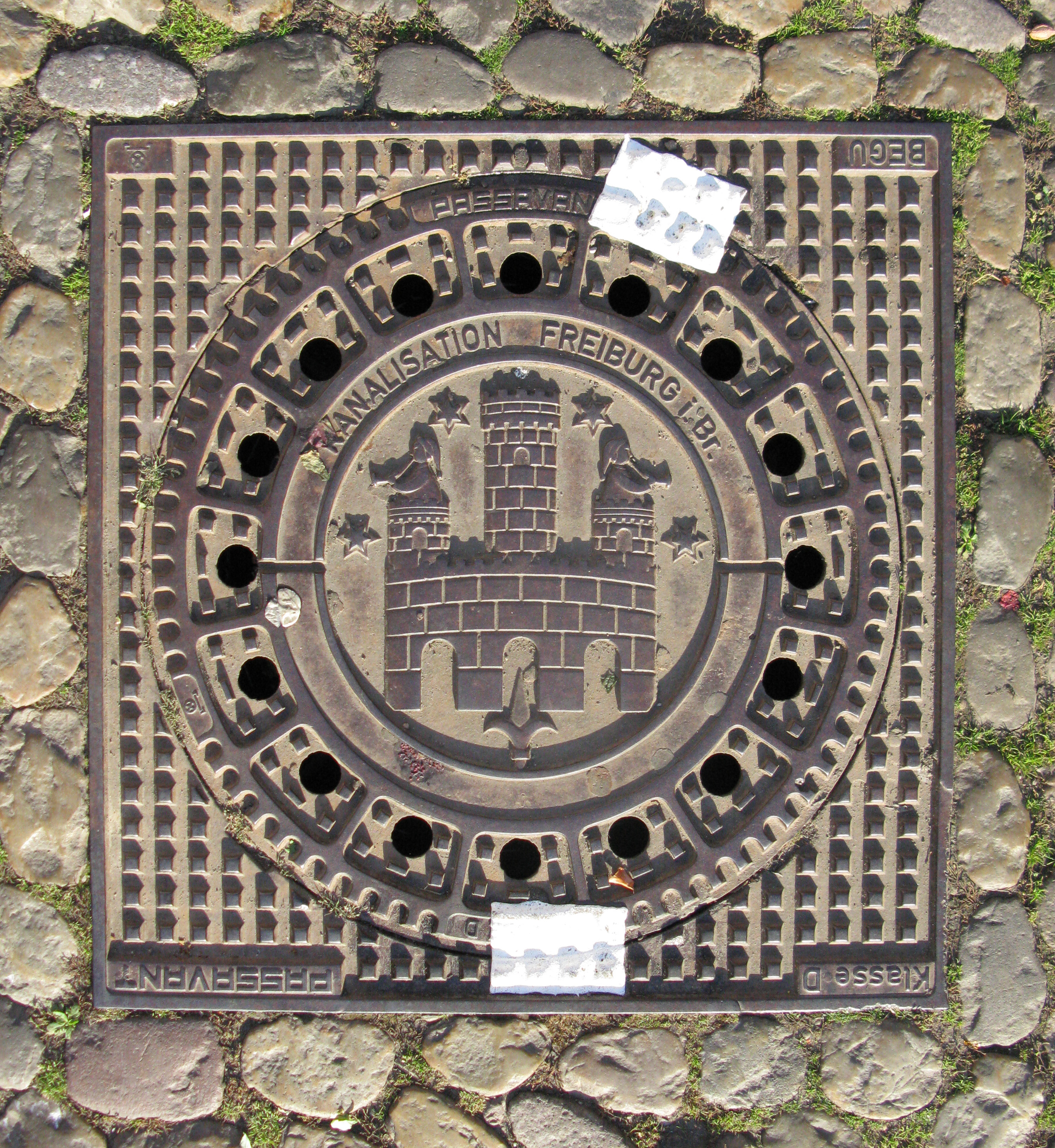
Versiegelte Kanaldeckel in Freiburg im Breisgau beim Papstbesuch, 2011

In Ländern, in denen Rohstoffmangel und Armut herrscht, werden Kanaldeckel gelegentlich gestohlen, so dass dort Gefahren für unachtsame Autofahrer, Radfahrer und Fußgänger bestehen.
Bei bedeutenden Staatsbesuchen werden Schachtdeckel bisweilen versiegelt oder verschweißt, um Attentaten vorzubeugen.

## Schachtdeckel in der Kultur
In Hannover gibt es auf dem Vorplatz des Hauptbahnhofs einen Kanaldeckel, aus dem Musik zu hören ist. Es handelt sich um eine von Michael Gehrke realisierte Installation von Reinhard Schamuhn.
Auf dem Bremer Marktplatz befindet sich die Nachbildung eines Schachtdeckels, die über einen zentralen Schlitz den Einwurf von Münzen erlaubt („Bremer Loch“). Beim Münzeinwurf wird ein für die Bremer Stadtmusikanten typisches Tiergeräusch abgespielt.
In Hann. Münden entstand zur Weltausstellung EXPO 2000 das Wasserinstallationsprojekt Wasserspuren. Dazu gehört die „Bassplatte“ als übergroßer Schachtdeckel aus Bronze, in den der in einem Rinnstein offen fließende Bach Beeke mündet.

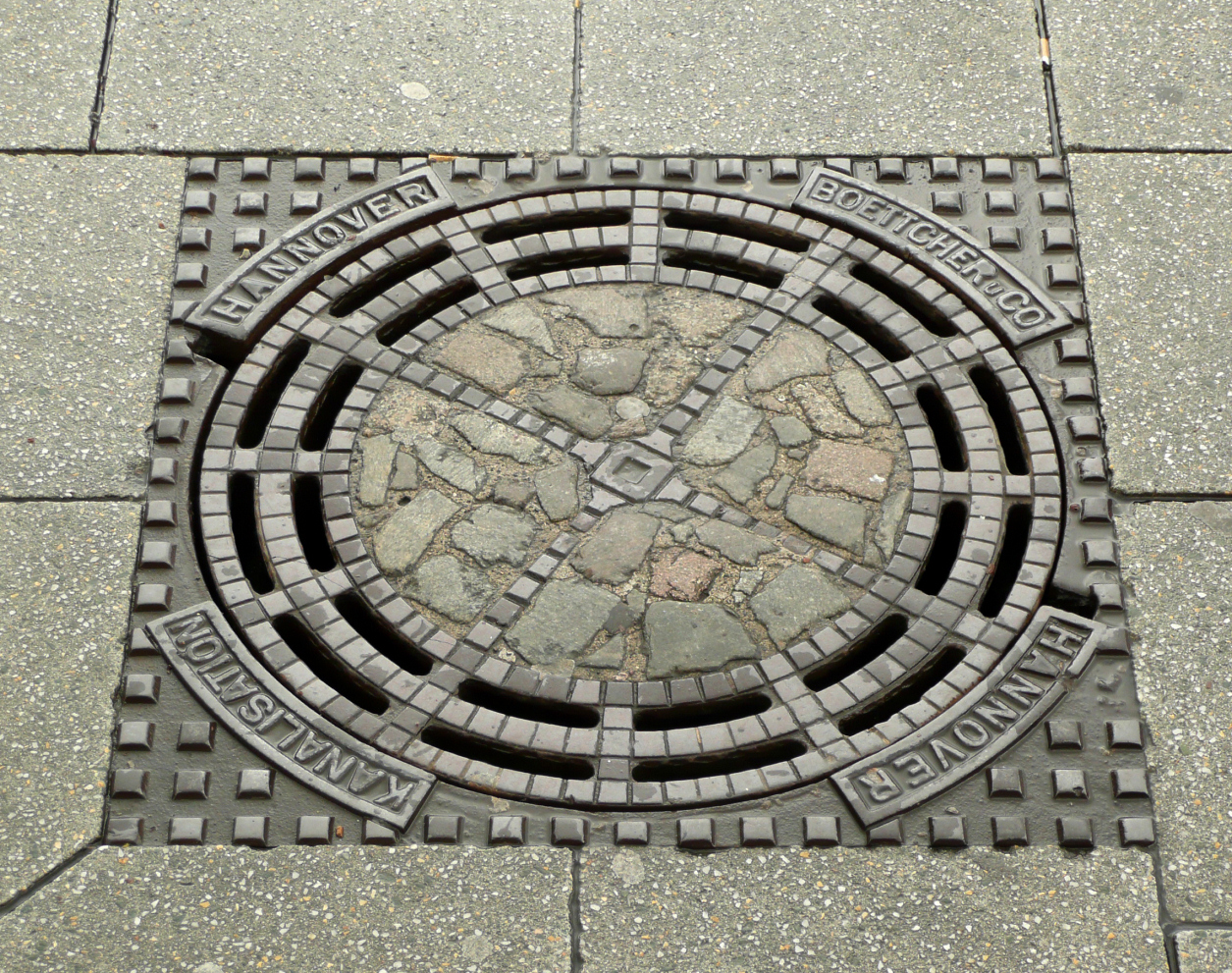
Klanggully in Hannover
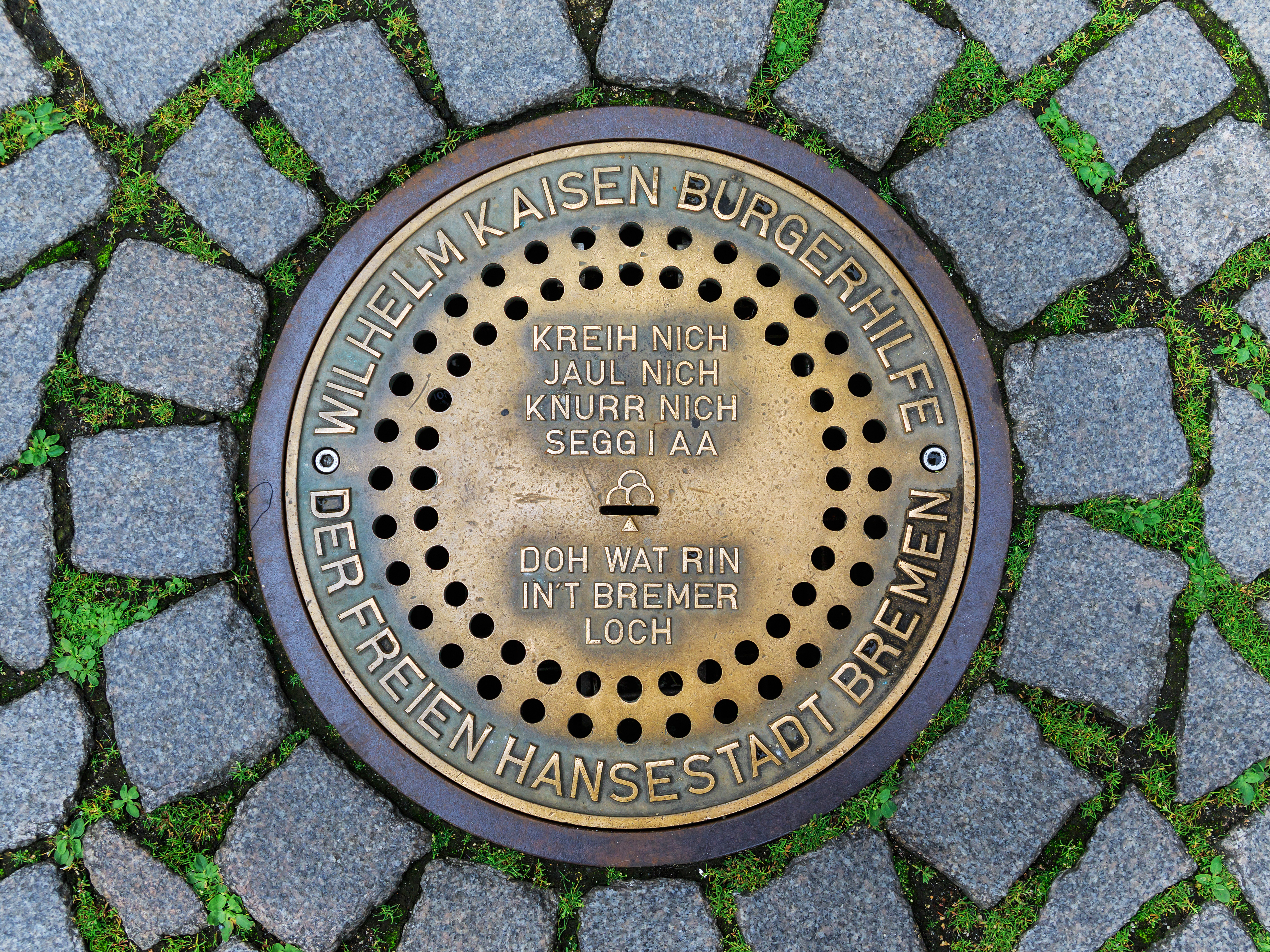
Das „Bremer Loch“
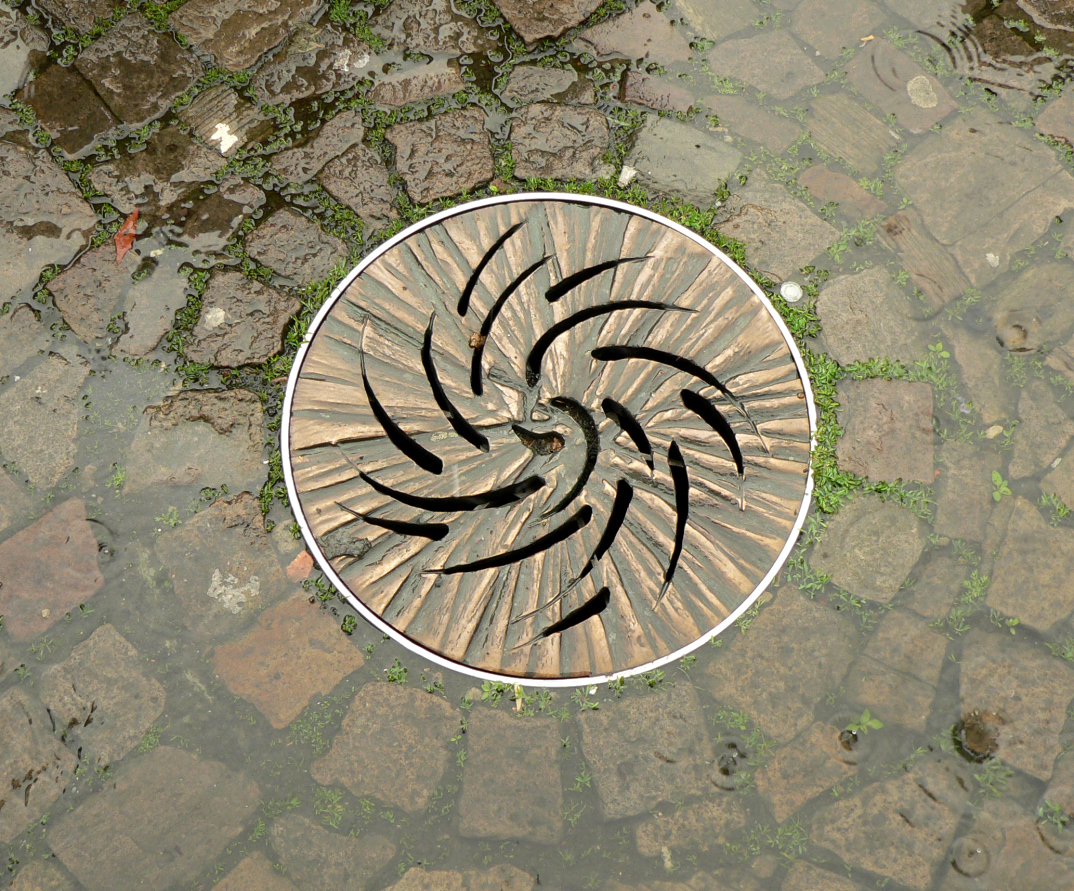
Klanggully von Wasserspuren in Hann. Münden
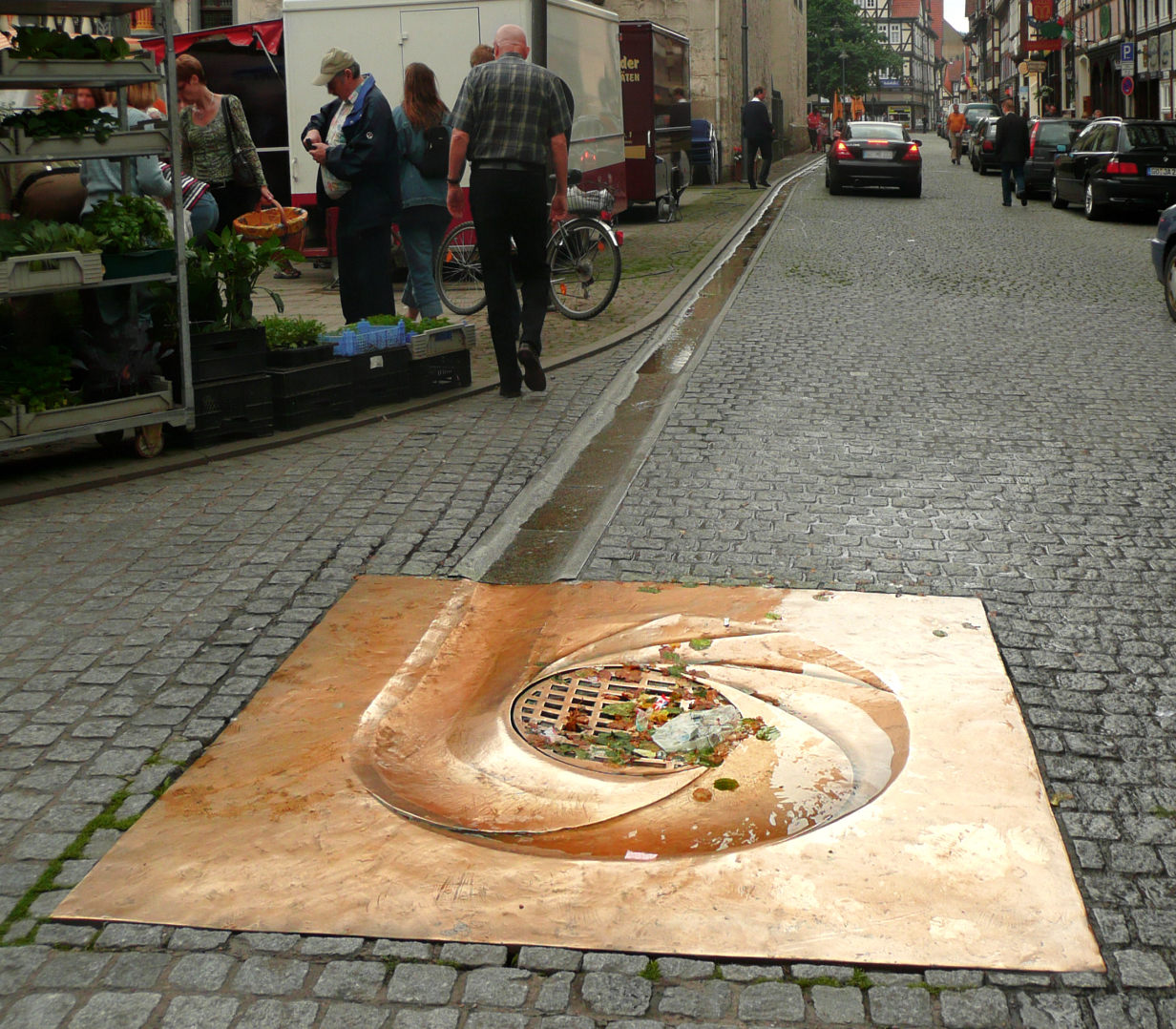
Schachtdeckel von Wasserspuren in Hann. Münden
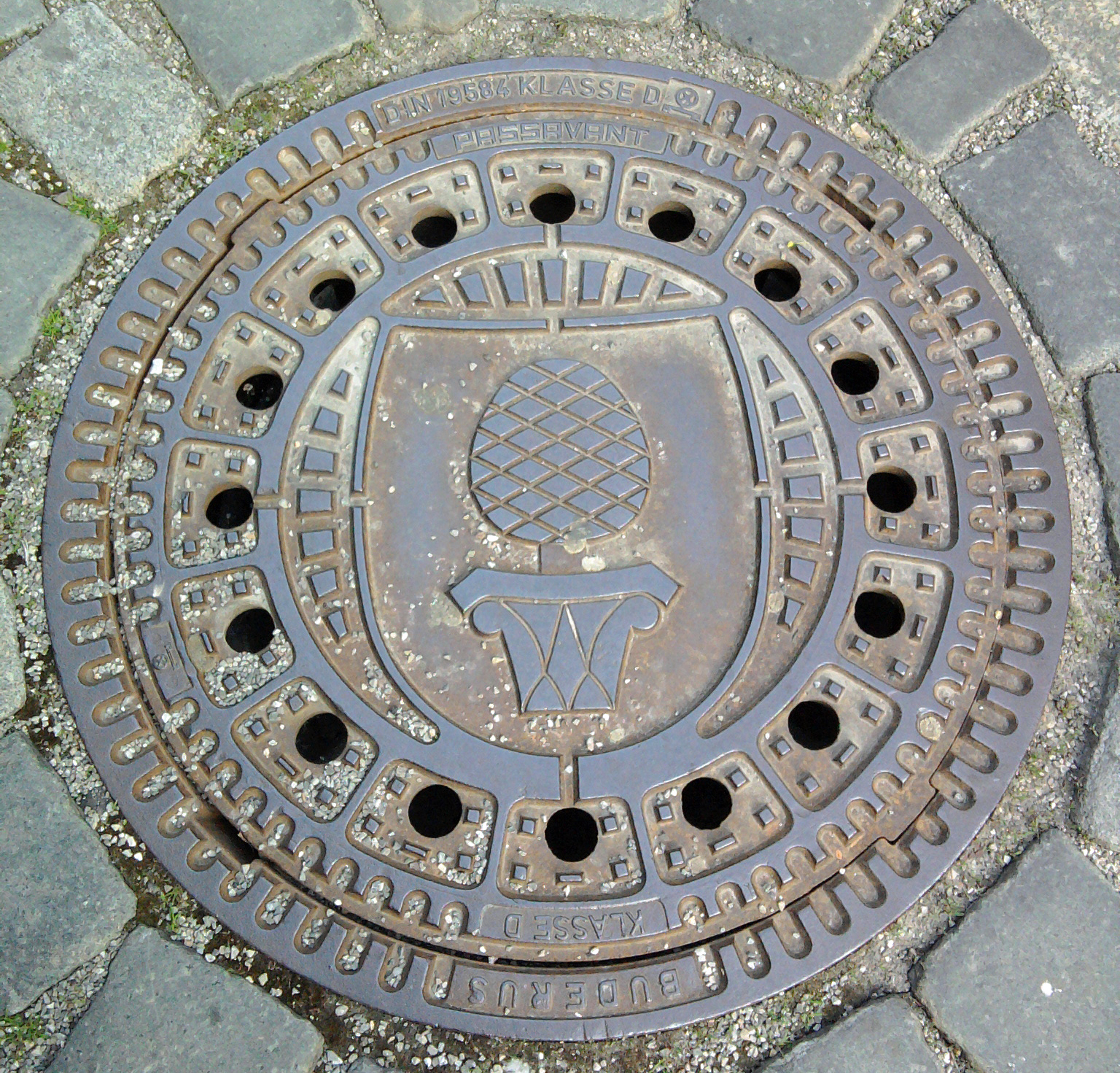
Kanaldeckel in Augsburg mit Zirbelnuss
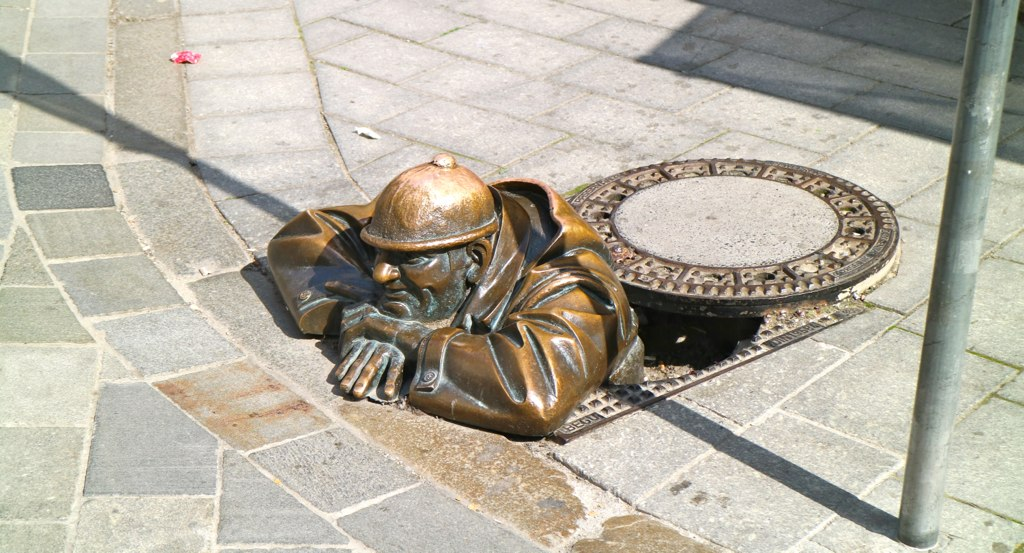
Schachtarbeiter-Skulptur mit Schachtdeckel im Zentrum von Bratislava